# Ilha Ratones Pequeno
Ratones Pequeno é a menor das duas ilhas marítimas situadas próximas à foz do Rio Ratones, em Florianópolis, no centro-leste do estado de Santa Catarina
Provavelmente estas ilhas receberam estes nomes pelo explorador espanhol Álvar Núñez Cabeza de Vaca, em 1541, por assemelharem-se à forma de um rato. Inicialmente chamada pelos espanhóis de Ratón Pequeo.